# Magazyn śledczy Anity Gargas
Magazyn śledczy Anity Gargas – autorski program Anity Gargas, emitowany na antenie TVP1 nadawany od 7 września 2016 do 14 grudnia 2023.

## Opis programu
Program pomagał w rozwikłaniu problemów istotnych z punktu widzenia ludzi zwracających się o pomoc listownie, telefonicznie oraz pocztą elektroniczną.
Prowadzącą program była Anita Gargas, a lektorem - Robert Samot.
Program można też było oglądać w internecie na oficjalnej stronie internetowej programu i na vod.tvp.pl.
Od połowy marca 2020 z powodu epidemii koronawirusa (COVID-19) odcinki były nagrywane z samym udziałem Anity Gargas.

## Emisja
Do 27 sierpnia 2020 roku program był emitowany w czwartki pomiędzy godz. 22:20 a godz. 22:55, od 1 września 2020 roku do 1 czerwca 2021 – był emitowany we wtorki o godz. 18:55, a od 10 czerwca 2021 roku jest emitowany ponownie w czwartki pomiędzy godz. 22:35 a godz. 22:50.
Średnia oglądalność w sezonie 2022/2023 wyniosła 641 tys. widzów.
Program nie miał wakacyjnych przerw.

## Kontrowersje
W związku z treścią opublikowaną w odcinku programu wyemitowanego 23 stycznia 2020, dotyczącego inwestycji deweloperskich w Katowicach, złożono skargi na TVP w Krajowej Rady Radiofonii i Telewizji, w Rady Etyki Mediów, w zarządzie Telewizji Polskiej, zaś władze miasta Katowice złożyły pozew sądowy przeciwko Telewizji Polskiej i Anicie Gargas.